# Brama Heroda

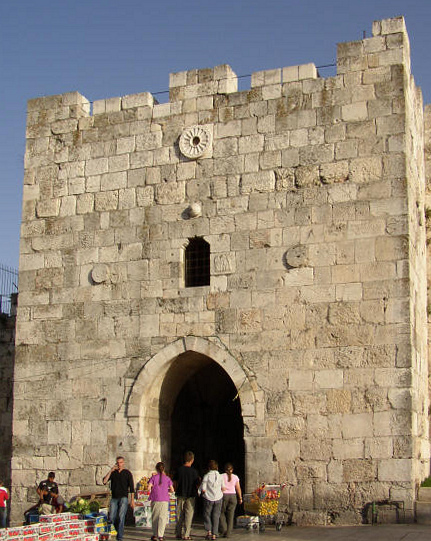
Brama Heroda w Jerozolimie.

Brama Heroda (hebr.: שער הפרחים, Sza'ar ha-Perachim; arab.: باب الساهرةا, Bab az-Zahra) – jedna z ośmiu bram Starego Miasta Jerozolimy. Przez tę bramę wchodzi się od strony północnej na teren Dzielnicy Muzułmańskiej.
Bierze swą nazwę od imienia króla Heroda Wielkiego. Arabowie nazywają ją Bramą Kwiatów, ze względu na kamienne ozdobniki umieszczone w jej zewnętrznej fasadzie.

## Historia

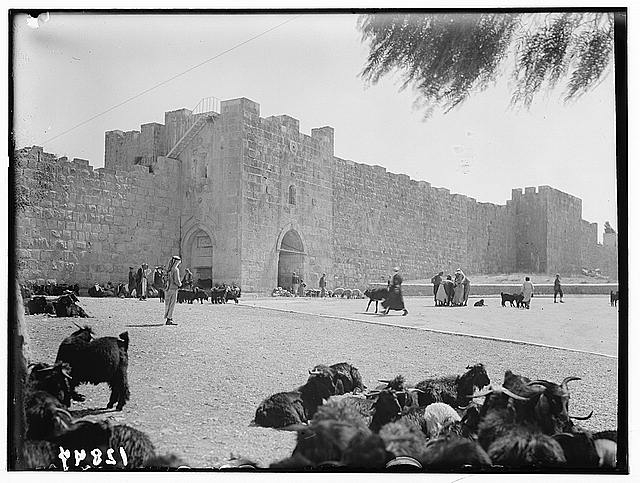
Brama Heroda na początku XX wieku.

Bramę wybudowano w XVI wieku.

## Turystyka
Brama Heroda znajduje się u wylotu starojerozolimskiej Darwish Street. Od strony zewnętrznej zbiegają się u niej Sultan Sulejman Street, Salah ed-Din Street, Harun er-Rashid Street oraz Ibn Sina Road.